# Sonates et partitas pour violon seul

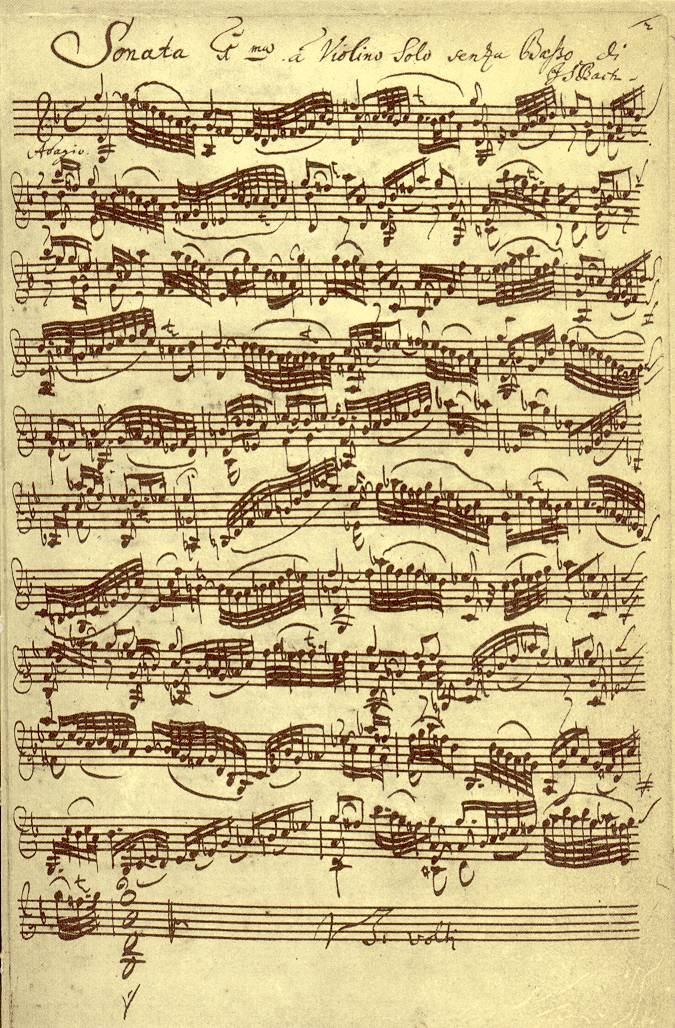
Partition autographe de la première sonate.

Les Sonates et Partitas pour violon seul (BWV 1001–1006) sont un ensemble de six compositions pour violon solo de Johann Sebastian Bach. La Partita no 2 est largement connue pour sa magistrale chaconne, considérée comme l'une des œuvres les plus expressives jamais écrites pour cet instrument.
L'ensemble est achevé en 1720, mais n'est publié qu'en 1802 par Nikolaus Simrock à Bonn. Même après sa publication, l'œuvre reste largement ignorée jusqu'à ce que le célèbre violoniste Joseph Joachim (1831-1907) commence à l'interpréter. Aujourd'hui, les Sonates et Partitas de Bach constituent un élément essentiel du répertoire pour violon, et sont fréquemment jouées et enregistrées.
Les Sei Solo a Violino senza Basso accompagnato — Six solos pour violon sans accompagnement de basse, comme les a intitulés Bach — ont fermement établi les capacités techniques du violon en tant qu'instrument soliste. Ces pièces ont souvent servi d'archétype aux compositions pour violon seul des générations suivantes de compositeurs, notamment Eugène Ysaÿe et Béla Bartók.

## Histoire

### Composition
Les Sonates et Partitas consistent en trois sonates de quatre mouvements et trois partitas composées de mouvements de danse en nombre variable. L'écriture polyphonique, qui représente une polyphonie très développée sur un seul instrument, est inhabituelle. L'ensemble complet fut publié pour la première fois en 1843 par Ferdinand David.

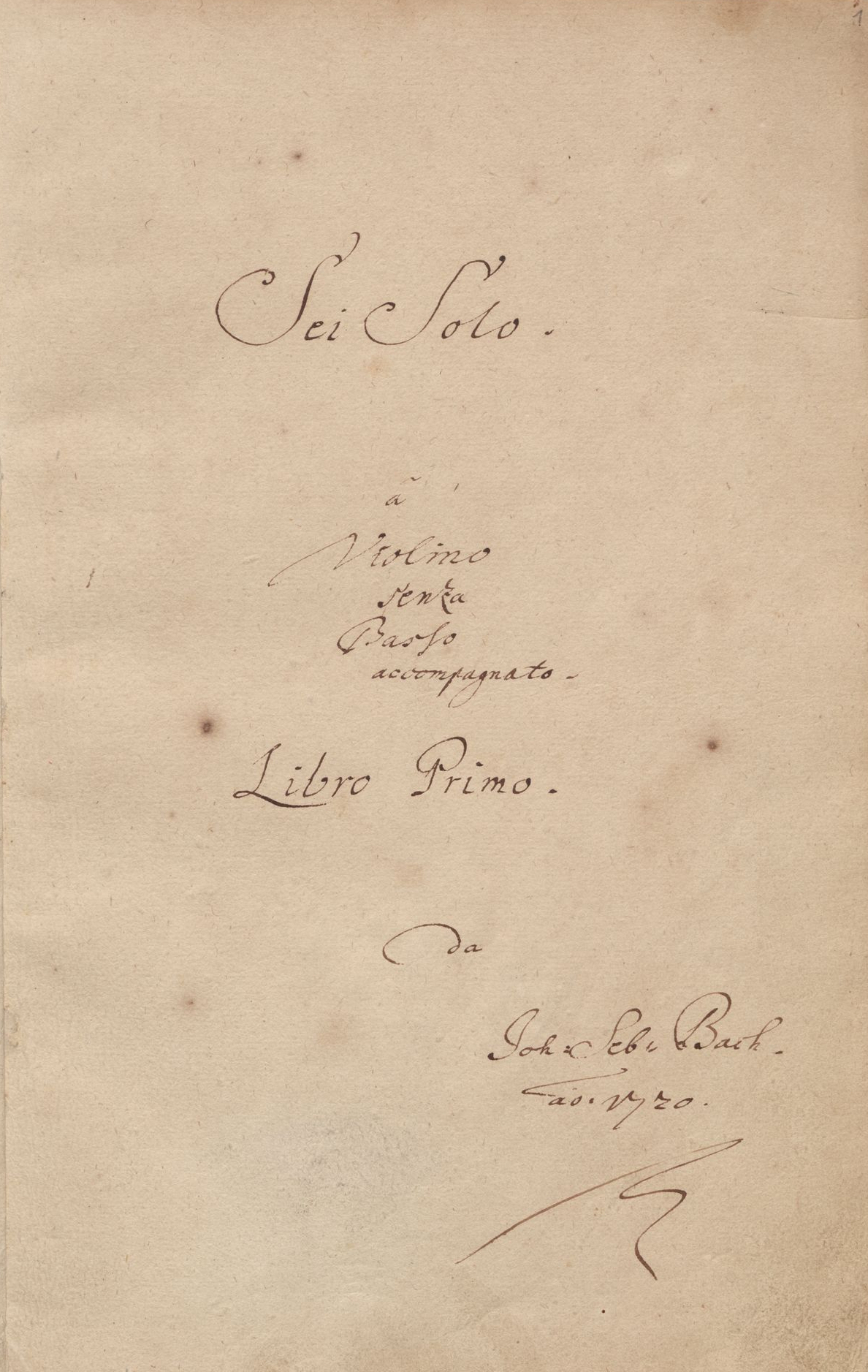
Page de couverture du manuscrit autographe (1720).

Le manuscrit autographe des sonates et partitas qui nous est parvenu a été réalisé par Bach en 1720, alors qu'il était employé à Cöthen comme Kapellmeister, une période de sa carrière particulièrement fertile dans le domaine de la musique de chambre : outre les sonates et partitas, il y composa également les Concertos brandebourgeois, le Double concerto pour violon et les Suites pour violoncelle seul.
Néanmoins, on suppose aujourd'hui qu'au moins certaines versions précoces ont été écrites à Weimar (donc de 1708 à 1717). Des comparaisons de style montrent que toutes les compositions ont été écrites pendant les six bonnes années de 1714 à 1720 et qu'elles ont ensuite été réunies dans le manuscrit calligraphié,.
La musique pour violon non accompagné n'était pas très fréquente aux XVIIe et XVIIIe siècles, mais elle n'était pas non plus vraiment rare,. Bach s'est peut-être inspiré de la  texture polyphonique régie par les règles du contrepoint présente dans les six partitas pour violon solo de Johann Paul von Westhoff, imprimées en 1696, qu'il connaissait certainement personnellement puisque tous deux étaient membres de l'orchestre de la cour de Weimar. L'ami de Bach, Johann Georg Pisendel, a lui aussi écrit une sonate pour violon seul (1716), mais on ne sait pas dans quel sens il a été influencé.

### Interprètes
Le premier interprète des sonates et partitas n'est pas connu avec certitude. Il pourrait s'agir de Johann Georg Pisendel ou Jean-Baptiste Volumier (en), deux violonistes de talent à la cour de Dresde, ou bien encore de Joseph Spiess, chef de l'orchestre de Cöthen. Il se peut également qu'il se soit agi de Bach lui-même[réf. souhaitée], dont le père Johann Ambrosius Bach était violoniste et qui, d'après son fils Carl Philipp Emanuel Bach, « dans sa jeunesse, et jusqu'à l'approche de la vieillesse, jouait du violon avec un beau son et une justesse parfaite »[réf. nécessaire].
L'un de leurs plus fameux interprètes du XXe siècle fut le violoniste et compositeur Georges Enesco, qui considérait l'œuvre comme « l'Himalaya des violonistes ». L'un de ses élèves, le violoniste Serge Blanc, a rassemblé dans un document maintenant librement disponible l'ensemble des doigtés, coups d'archets, nuances, et indications et techniques d'interprétations du maitre.
Certains morceaux furent enregistrés en 1903 par Joseph Joachim, le premier enregistrement intégral étant dû au jeune Yehudi Menuhin dans le milieu des années 1930. Aujourd'hui, les Sei Solo – a violino senza Basso accompagnato, suivant le titre donné par Bach lui-même, forment un des piliers du répertoire du violon et sont jouées et enregistrées fréquemment.

## Structure
Dans ces pièces, Bach n'a pas opté pour la disposition évidente par tonalités ascendantes (par exemple sol - la - si - do - ré - mi), mais a choisi une succession alternée des deux genres.
Chaque sonate est composée de quatre mouvements avec une alternance de tempos lent-rapide-plus lent-plus rapide et une fugue pour le deuxième mouvement : c'est le schéma classique de la sonata da chiesa dans la tradition de Corelli. Le premier mouvement constitue un prélude libre à caractère d'improvisation ; il est suivi d'une fugue plus ou moins stricte, toujours à quatre voix, en mesure droite. Bach a manifestement considéré ces deux mouvements comme allant de pair ; c'est ce qui ressort de l'instruction de tourner rapidement les pages (V.S. = volti subito), dans deux cas de l'indication de la mesure du mouvement suivant à la fin du premier et dans deux cas de la conclusion en dominante du prélude. Il s'ensuit à chaque fois un mouvement central calme et chantant, généralement dans la tonalité relative, dans lequel Bach assurait de manière similaire dans la notation musicale une liaison rapide avec le mouvement final. Ce dernier représente toujours une conclusion virtuose sur base d'une mesure à trois temps.
Les partitas sont composées de mouvements de danse, empruntant le schéma baroque de la succession allemande-courante-sarabande-gigue établie en Allemagne depuis Johann Jakob Froberger, mais sans jamais s'y conformer complètement : dans la première partita qui fait suivre chaque mouvement d'une variation (double), une bourrée constituant le mouvement final est substituée à la gigue, la deuxième ajoute un cinquième mouvement — la fameuse chaconne — et la troisième suit un schéma inhabituel, en plaçant au centre, après le Preludio introductif des mouvements de danse exclusivement d'origine française, qui ne conserve que la gigue pour le dernier mouvement. Ces mouvements se combinent avec des influences de la pratique courante chez les clavecinistes français du XVIIe et du début du XVIIIe siècle, qui consiste à composer des saxes généralement plus libres.
La combinaison de ces deux formes typiques, l'une de la musique italienne et l'autre de la musique française, manifeste que Bach a voulu se situer dans l'héritage de ces deux traditions qui influençaient alors toute la musique européenne (on retrouve d'ailleurs ce souci dans le diptyque constitué du Concerto italien et de l'Ouverture à la française).
La troisième partita est probablement la plus connue des six œuvres. Le prélude et la gavotte sont fréquemment joués séparément et apparaissent dans de nombreuses compilations de musique classique.

## Liste des œuvres
- Sonate no 1 en sol mineur, BWV 1001[c]
  1. Adagio
  2. Fuga (Allegro)
  3. Siciliano
  4. Presto

Des détails dans la conception de la fugue, tels que son important appendice au dernier développement, suggèrent qu'elle a été composée en 1714, probablement juste après la nomination de Bach comme Konzertmeister début mars. Le Presto pourrait être un premier reflet de la musique d'Antonio Vivaldi et dans ce cas, il pourrait être daté du début de 1715.
Bach a ensuite arrangé la fugue pour le luth (BWV 1000, également en sol mineur) et pour l'orgue (BWV 539, en ré mineur).
Ouverture du Presto :
- Partita no 1 en si mineur, BWV 1002
  1. Allemande
  2. Double
  3. Courante
  4. Double
  5. Sarabande
  6. Double
  7. Bourrée
  8. Double

Nous avons déjà mentionné que cette partita remplace la gigue finale typique par une bourrée - ce qui la relie à la Suite pour flûte seule en la mineur, BWV 1013.
En l'absence de mouvements comparables, la datation n'est pas aisée ; la partita no 1 a probablement été composée après la partita no 2 (en ré mineur), mais certainement avant la partita  no 3 (en mi majeur).
- Sonate no 2 en la mineur, BWV 1003
  1. Grave
  2. Fugue
  3. Andante
  4. Allegro

Là encore, la conception de la fugue, avec ses fréquentes marches harmoniques de quinte descendante et ses interludes traitant de la ritournelle, a été utilisée pour situer l'œuvre dans le temps ; elle aurait donc été composée vers 1716.
Bach a ensuite arrangé l'œuvre entière pour clavier (BWV 964, en ré mineur).
- Partita no 2 en ré mineur, BWV 1004
  1. Allemande
  2. Courante
  3. Sarabande
  4. Gigue
  5. Chaconne

L'absence totale de séquences de quintes a conduit à penser qu'il pourrait s'agir de l'œuvre la plus ancienne du cycle. La chaconne finale, dont l'ampleur dépasse le cadre du reste de l'œuvre, pourrait très bien avoir été ajoutée plus tard par Bach.
Ce mouvement final est probablement l'exemple le plus connu de l'histoire de la musique pour une chaconne dans laquelle des variations libres se déroulent sur une figure de basse répétée sur plusieurs mesures. Le mouvement comprend 32 variations (si l'on compte comme une seule deux variations qui n'utilisent que la moitié du passage de la basse) et est encore plus structuré par le fait que dix variations sont en majeur à partir du milieu.
- Sonate no 3 en ut majeur, BWV 1005
  1. Adagio
  2. Fugue (Alla breve)
  3. Largo
  4. Allegro assai

Le premier mouvement de l'œuvre présente un empilement lent et paisible de notes, une technique que l'on croyait autrefois impossible sur les instruments à archet. La fugue est la plus complexe et la plus étendue des trois, le sujet étant dérivé du choral Komm, heiliger Geist, Herre Gott. Bach utilise de nombreuses techniques contrapuntiques, notamment un strette, un renversement, ainsi que divers exemples de double contrepoint.
La disposition da capo de la fugue et ses proportions claires rendent probable une composition vers la fin de l'époque de Weimar, à une époque proche du concerto pour violon en mi majeur (BWV 1042, 1717-1723).
Bach a ensuite arrangé le premier mouvement Adagio pour piano (en sol majeur, BWV 968).
- Partita no 3 en mi majeur, BWV 1006

- 1. Preludio
  2. Loure
  3. Gavotte en Rondeau
  4. Menuet I
  5. Menuet II
  6. Bourrée
  7. Gigue

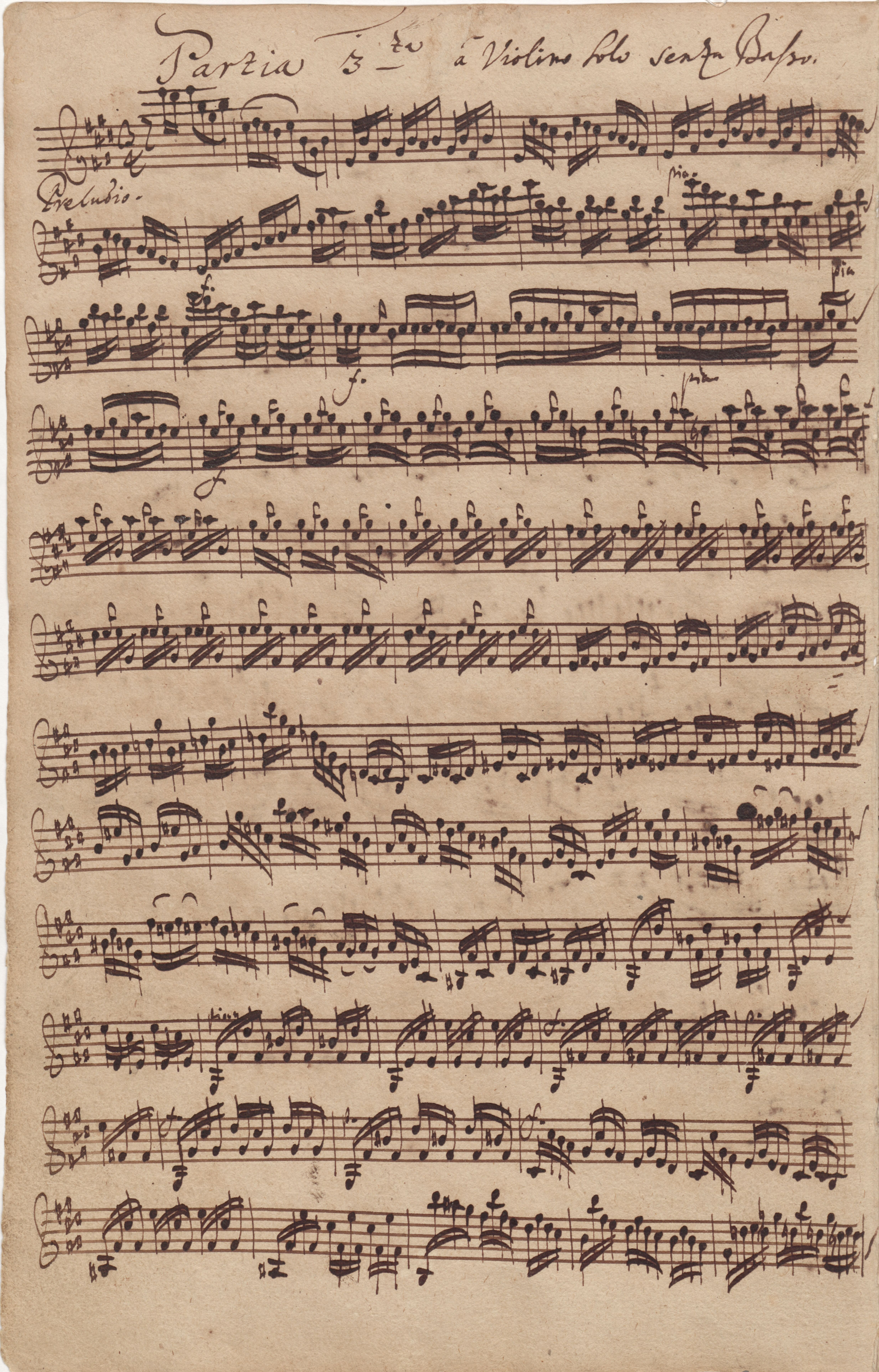
Autographe du Preludio de la Partita no 3 en mi majeur, BWV 1006.

L'œuvre fait suivre un prélude virtuose d'une suite libre de mouvements de danse ; de telles suites de mouvements pourraient remonter à l'influence des deux premiers livres des Pièces de Clavecin de François Couperin. Cette partita n'a de commun avec la suite pour piano allemande classique, qui comporte en principe quatre mouvements, que la gigue comme mouvement final. Le mélange de groupes clairs de quatre et huit mesures avec des passages de construction irrégulière permet de supposer qu'elle a été composée au début de l'année 1719, donc déjà à Köthen - comme dernière des six œuvres.

## Transcriptions et orchestrations
Dans le cadre de la transformation générale de sa littérature pour violon en œuvres pour piano, Bach a utilisé le Preludio plus tard à Leipzig comme mouvement d'introduction pour une cantate de mariage Herr Gott, Beherrscher aller Dinge (BWV 120a) ; elle a été transposée en ré majeur et complétée par un orchestre d'accompagnement composé de cordes avec deux hautbois colla parte, trois trompettes et des timbales ; la partie soliste est ici exécutée par l'orgue. Comme cette version est plus courte d'une mesure, on suppose qu'elle remonte à une forme antérieure de BWV 1006. Peu de temps après, ce mouvement a trouvé sa place comme symphonie d'ouverture de la cantate 29 (BWV 29), composée en 1731.
Bien que ces œuvres aient été écrites à l'origine pour le violon, certains morceaux furent transcrits pour d'autres instruments par Bach lui-même ; l'ensemble complet a également été transcrit par d'autres compositeurs pour l'alto, le violoncelle et la guitare.
Quelques exemples :
- La fugue de la première sonate fut transcrite pour l'orgue (BWV 539) et le luth (BWV 1000).
- La deuxième sonate dans son intégralité a été transcrite pour le clavier (BWV 964).
- La chaconne de la deuxième partita fut reprise pour le piano par Ferruccio Busoni, transcrite également pour le piano, pour main gauche seule par Johannes Brahms, pour la guitare par Andrés Segovia et orchestrée par Leopold Stokowski.
- L'adagio de la troisième sonate, transcrite pour le clavier (BWV 968).
- La troisième partita est également la quatrième suite pour luth, BWV 1006a.
- Le prélude de la troisième partita est également utilisé dans les cantates BWV 29 et 120a.

Ulysse Delécluse a également réalisé une transcription libre de certains mouvements de ces six sonates et partitas sous forme d'un recueil de quinze études pour clarinette.

## Autres partitions
Outre les transcriptions BWV 964 et 968 qui nous sont parvenues, deux sources différentes indiquent que Bach et son entourage jouaient les Sonates et Partitas sur des instruments à clavier, plutôt que sur le violon. Le théoricien de la musique, facteur d'instruments et organiste Jakob Adlung écrit (Anleitung zu der musikalischen Gelahrtheit, Erfurt, 1758), à propos des œuvres pour clavier de Bach - « Il s'agit en fait de violini soli senza basso, 3 Sonates et 3 Partitas, qui conviennent bien à l'exécution sur le clavier. » Johann Friedrich Agricola, qui a co-écrit le Nekrolog de Bach, rapporte que : « Leur compositeur les jouait souvent lui-même au clavicorde, et y ajoutait autant d'harmonies qu'il le jugeait nécessaire. »

## Liste d'enregistrements
Les sonates et partitas ont été enregistrées par un grand nombre de violonistes dont : 
- Yehudi Menuhin, 1934-1944, 1956/1957, 1975
- Georges Enesco, 1948
- Jascha Heifetz, 1952
- Henryk Szeryng, 1954 et 1967
- Johanna Martzy, 1954-1955
- Nathan Milstein, 1954-1956 et 1973
- Michael Rabin, 1955
- Joseph Szigeti, 1956
- Arthur Grumiaux, 1961
- Sándor Végh, 1970
- Gidon Kremer, 1980 et 2005
- Thomas Zehetmair, 1982
- Sigiswald Kuijken, 1983 et 2001
- Oscar Shumsky, 1983
- Shlomo Mintz, 1984
- Jaap Schröder, 1984-1985
- Itzhak Perlman, 1988
- Uto Ughi, 1991
- Christian Tetzlaff, 1993 et 2005
- Gérard Poulet, 1996
- Salvatore Accardo, 1996
- Dmitri Sitkovetsky, 1997
- Hilary Hahn (1997, Sony : Partita nos 2 et 3, Sonate n°3 ; 2018, Decca : Partita n° 1 et Sonates nos 1 et 2)
- Rachel Podger, avril 1998 et avril 1999, réédité en 2002
- Ilya Gringolts (partita 1, sonate 2, partita 3), 2002
- Hélène Schmitt, 2004
- Julia Fischer, 2005
- Sergey Khachatryan, 2008-2009
- Viktoria Mullova, 2009
- Isabelle Faust, 2010-2012
- Amandine Beyer, 2011
- Enrico Onofri, 2017